# Pseudoconnarus
Pseudoconnarus es un género  de plantas fanerógamas perteneciente a la familia de las connaráceas. Comprende 10 especies descritas y de estas, solo 4 aceptadas.

## Taxonomía
El género fue descrito por Ludwig Adolph Timotheus Radlkofer  y publicado en Sitzungsberichte der Mathematisch-Physikalischen Classe (Klasse) der K. B. Akademie der Wissenschaften zu München 16: 356. 1887.

## Especies aceptadas
A continuación se brinda un listado de las especies del género Pseudoconnarus aceptadas hasta diciembre de 2013, ordenadas alfabéticamente. Para cada una se indica el nombre binomial seguido del autor, abreviado según las convenciones y usos.
- Pseudoconnarus agelaeoides (G. Schellenb.) Forero
- Pseudoconnarus macrophyllus (Poepp.) Radlk.
- Pseudoconnarus rhynchosioides (Standl.) Prance
- Pseudoconnarus subtriplinervis (Radlk.) G.Schellenb.